# 卡爾古利
卡尔古利（Kalgoorlie），又称卡尔古利-博尔德（Kalgoorlie-Boulder），是澳大利亚西澳大利亚州中南部的重要矿业城市，位于西澳首府珀斯东北东方向595公里处。卡尔古利是西澳的第五大城市，也是西澳大利亚戈尔德菲尔兹-埃斯佩兰斯地区的中心城市。
2006年人口28,246。2015年6月估計市區人口（包括博爾德在內）有32,797。

## 历史

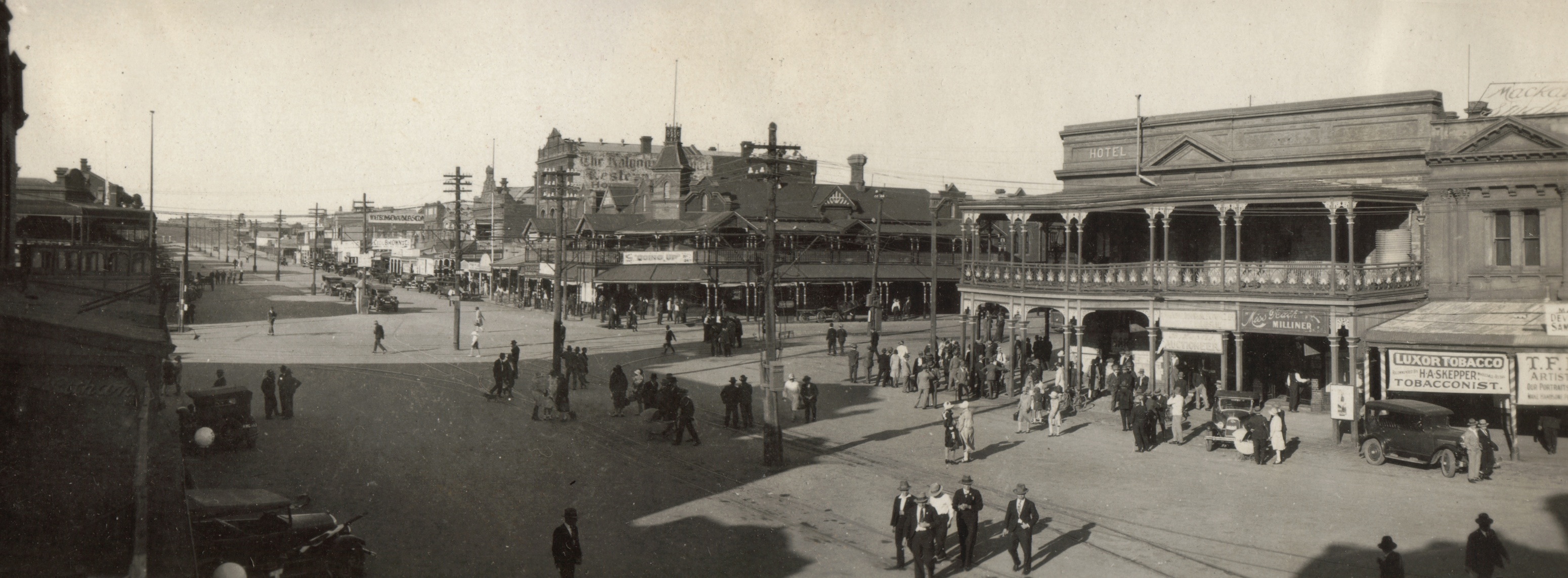
Hannan街，摄于1930年9月。照片中间为Exchange旅馆，右方为Palace旅馆。

卡尔古利得名于澳洲原住民旺格埃族语言 Karlkurla，意为“澳洲牛奶菜（Marsdenia australis）存在之地”。
1893年1月，勘探者帕特里克·"帕迪"·汉南、汤姆·弗拉纳根和丹·奥谢共同前往尤尔山，前行过程中，他们的一只马脱落了蹄铁，迫使他们不得不停止前进。不过在停顿过程中，他们在周围发现了黄金，并因此决定在此地停下来。1893年6月17日，汉南向政府递上一份请求书，要求因发现黄金而获得报酬；这也使在卡尔古利发现黄金的消息传播开来，上百的淘金者开始涌向这里。这标志着卡尔古利这一采矿小镇的诞生；卡尔古利最早被称为汉南城也是因为这个原因。
金矿和镍矿开采自此成为卡尔古利的主要工业，直至今日，卡尔古利四分之一的劳动力和一大部分政府收入均是与矿藏开采相关。包围原汉南城的大金矿聚集地常被称为“黄金英里”（Golden Mile），这一平方英里区域被认为是地球上最有价值的等面积区域。1903年，卡尔古利的人口约为3万人，并在逐渐向附近的博尔德地区扩散。

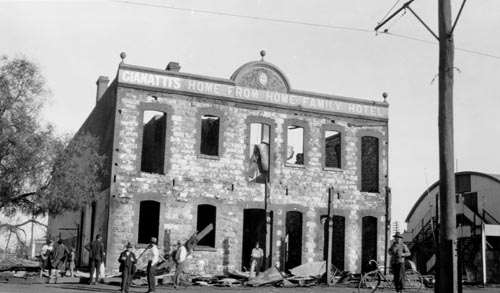
1934年种族骚乱后的卡尔古利。

1896年西澳政府的窄轨铁路修筑至卡尔古利。自此以后，从珀斯到达卡尔古利的主要铁路服务为The Westland过夜卧车，这列卧车一直运行至20世纪70年代。1917年，标准轨距的跨澳大利亚铁路建成，途经约2000公里的沙漠而将卡尔古利和南澳大利亚的奥古斯塔港以及自此向东的各州连接起来。1968年珀斯-卡尔古利线轨距的标准化伴随着铁路线路的改变，而且珀斯-卡尔古利线作为悉尼-珀斯线的一部分，使卡尔古利成为悉尼-珀斯铁路线上的一个站点。
19世纪90年代，西澳戈尔德菲尔兹地区的人口因为采矿业的发达而数量猛增，整个地区的人口曾一度涨至20余万，其中主要为勘矿者。这一地区也曾因为强盗和妓女的泛滥而臭名远扬，被誉为“疯狂和放荡的西部”（Wild west）。人口剧增还使一些人产生了从西澳州分离出来的思想，提议在戈尔德菲尔兹地区建立一个以卡尔古利为中心的新州份——奥雷利亚（Auralia，拉丁语意思为“金的”），不过黄金潮过后这一地区人口的立即散去也使这个计划不告而终。
此外，卡尔古利的著名（或臭名昭著的）地标还包括：奥康纳设计的、从珀斯附近的曼达令水坝取水并将其运送至卡尔古利的戈尔德菲尔兹供水计划；它的哈伊街妓院（以珀斯的Hay Street命名）；它的Two-up（一种澳洲游戏）school；戈尔德菲尔兹铁路环线；卡尔古利市政厅；帕迪·汉南塑像／喷泉饮水处；Super Pit金矿；以及夏洛特山观景台。
卡尔古利的主街为汉南街，以该城建立者的名字而命名。城中一处声名狼藉的妓院目前是一座博物馆，也是该城主要旅游景点之一。卡尔古利和周边区域靠完善的铁路和电车线路相互连接，为乘客和货物运输提供服务。

## 采矿业

### “超级坑矿井”

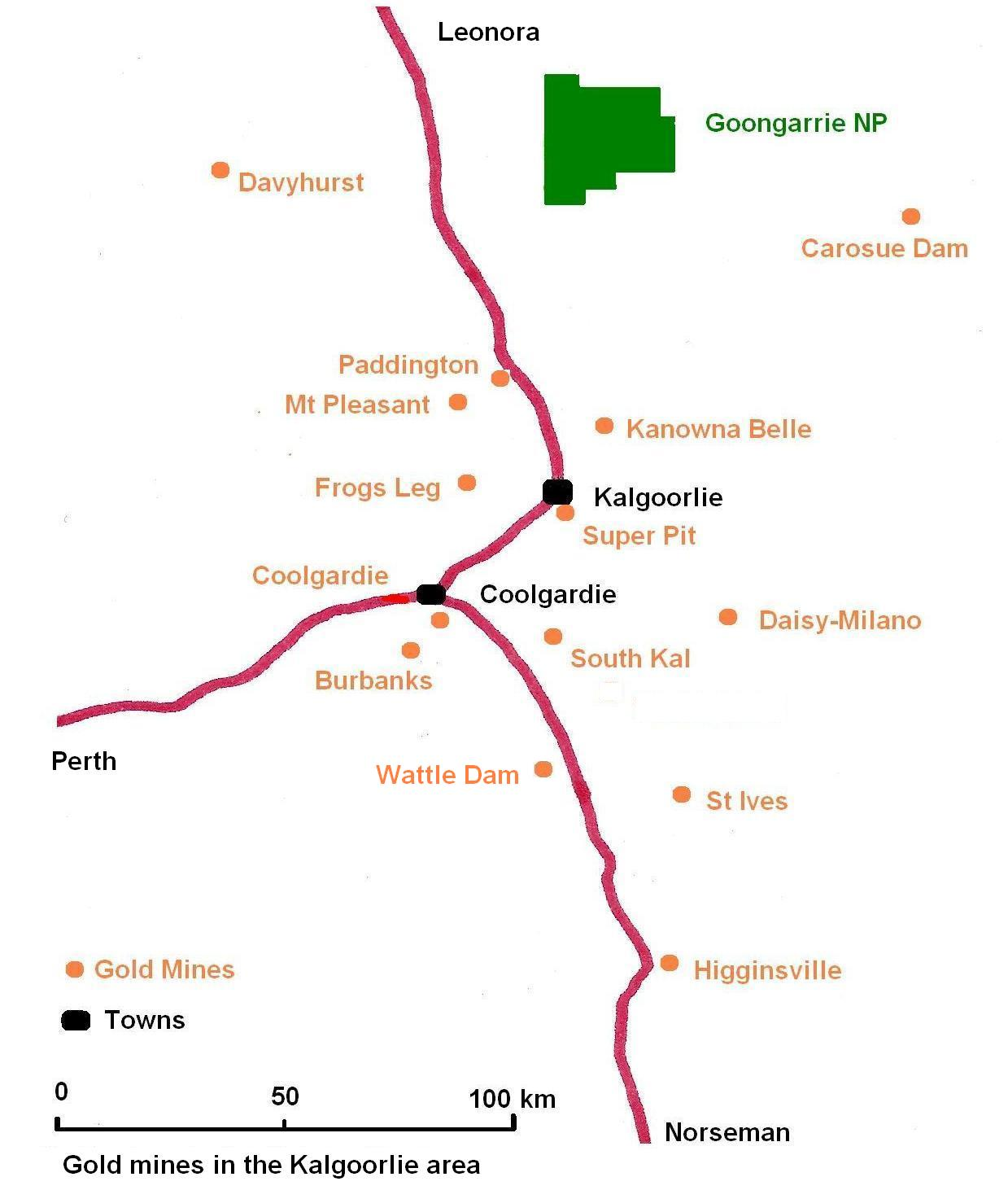
卡尔古利区域的金矿

超级坑矿井（Super Pit）是卡尔古利面积最大的金矿区，是露天开采场，大约长3.6公里，宽1.6公里，深512米。它首先由澳洲商人阿兰·邦德建立，邦德曾买下多个旧矿的矿场租约以获得这一矿井的所需土地。开采该矿井期间可以不断发现早期采矿时遗留下的废弃设备和车辆。
矿井全天运转并被一个访问者中心负责管理。矿井於每日下午1时定时爆破，但爆破产生的灰尘若会在风的作用下笼罩卡尔古利时则有例外。矿井的大卡车可载225吨石头，来回路程约耗时35分钟，其中多数时间是花在上坡路上。矿井的工作人员需在卡尔古利居住，并无飞进飞出（先在矿井工作，然后飞回家休息，如此交替）安排。
矿井预计将一直开采至2017年，此后它将被遗弃，让地下水逐渐渗入将它填满。据估计将矿井全部填满将花费大约50年。

## 旅游业

### 住宿
卡尔古利有25家历史悠久的、现在正在营业的旅馆和酒吧：
- Albion Shamrock Hotel
- Broken Hill Hotel
- Caledonia House
- Cornwall Hotel卡尔古利
- Criterion Hotel
- de Bernales Tavern (原名 Victoria Tavern)
- Exchange Hotel
- Flanagans Bar (原名 Union Club Hotel)
- Gala Tavern
- Golden Eagle Hotel (原名 Terminus Hotel)
- Grand Hotel (Kalgoorlie)
- Grand Hotel (Boulder)
- Hannans Hotel
- Inland City Hotel
- Kalgoorlie Hotel
- Main Reef Tavern
- Metropole Hotel
- North End Tavern
- Palace Hotel
- Piccadilly Hotel
- Recreation Hotel
- Rock Inn (formerly Tattersalls)
- Star and Garter
- Tower Hotel
- York Hotel

以下是不再运营的旅馆和酒吧：

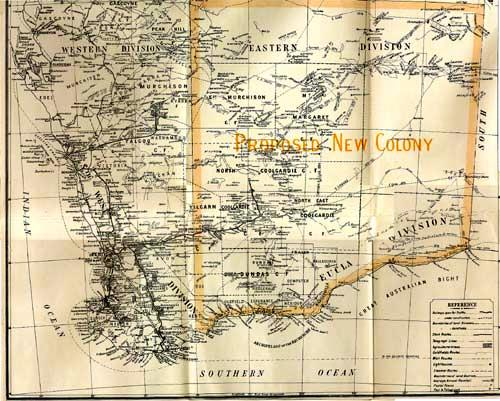
提议中新州份奥雷利亚（Auralia）的边界线。

- Boulder Block (1991年拆毁) (因Super Pit扩大范围而拆毁。这家酒吧曾与矿井相连，为地下的矿工提供服务)
- Eastern Hotel (原名 Federal Hotel)
- Commercial Hotel (1978年11月3日烧毁)[6]
- Foundry Hotel (2005年关闭。2008年7月因火灾而受损。2009年被人纵火)
- Glendevon Hotel (1986年烧毁)
- Mount Lyall (2004年重新装修为餐馆)
- Oriental Hotel (1972年7月拆毁)[7]

以下是卡尔古利新建的旅馆：
- The View On Hannans (原名 The Hannans View Motel)[8]
- Broadwater Resort Hotel
- Railway Hotel/Motel
- Quest Yelverton Apartments
- All Seasons Plaza Hotel
- Bel Eyre Motel
- Kalgoorlie Overland Motel
- Midas Motel

- Old Australia Hotel (以前曾是旅馆，不过目前是Curtin技术大学学生宿舍的一部分)

## 辖区
卡尔古利-博尔德区域有多个辖区：
- 博尔德（Boulder）

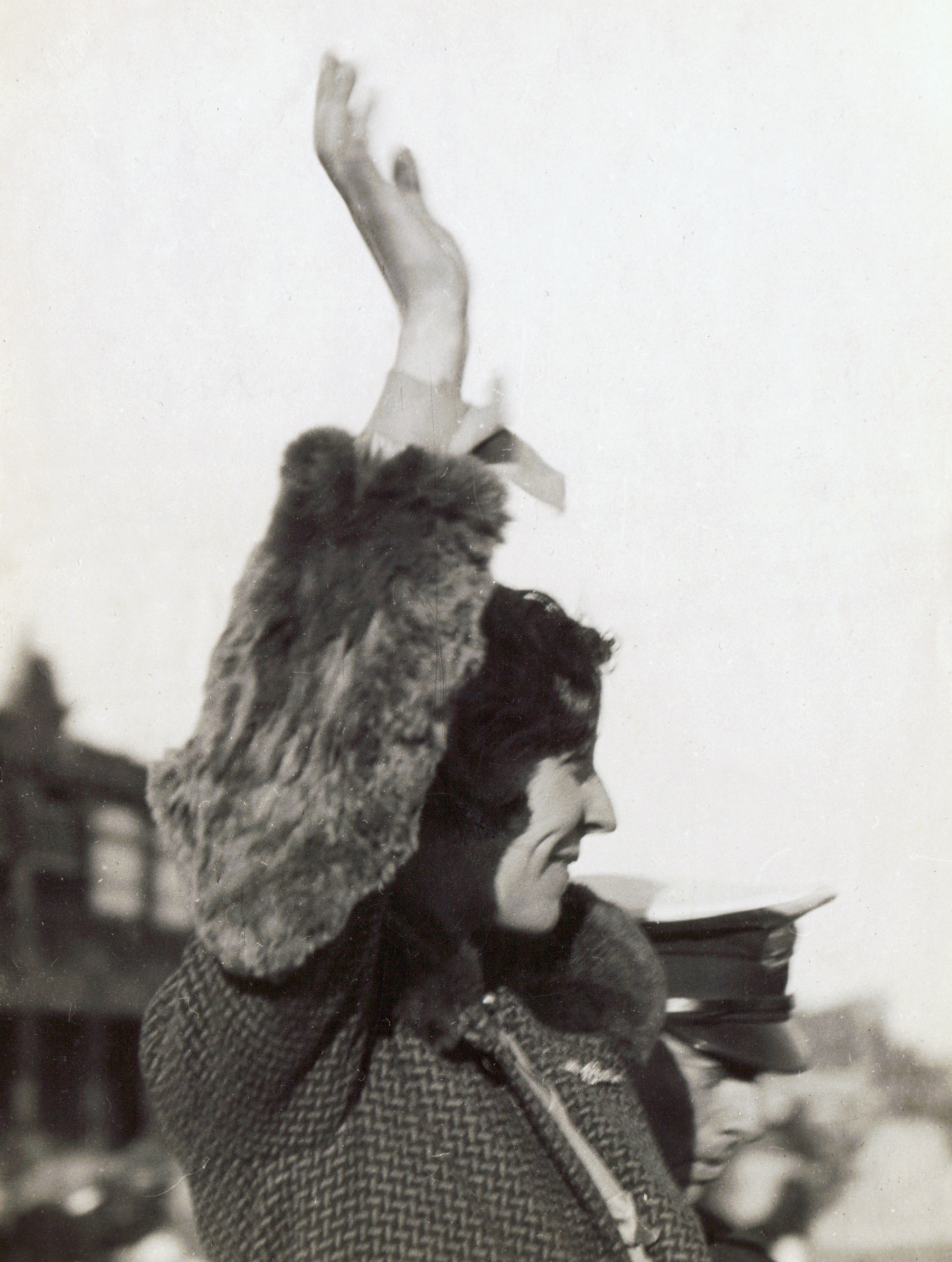
埃米·约翰逊，1930年7月曾飞往卡尔古利的著名飞行员。

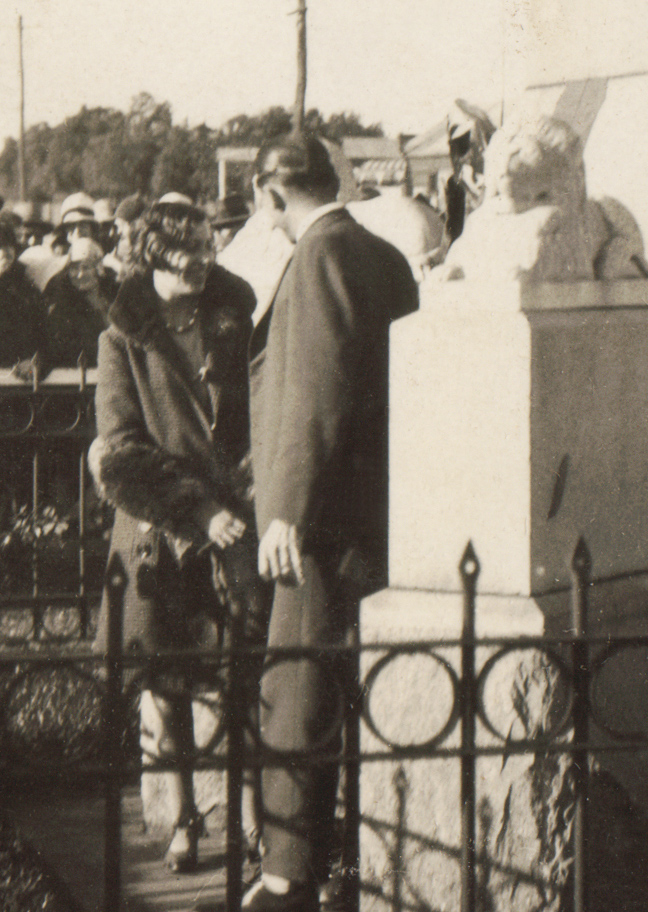
埃米·约翰逊在卡尔古利战争纪念馆，1930年7月。

博尔德是“超级坑矿井”所在之地，也是卡尔古利-博尔德历史悠久的辖区之一，内有多座历史可以追溯至19世纪80年代的建筑和地标。博尔德是博尔德镇的中心商业区，但在与卡尔古利合并之后则逐渐成为一个历史性的地区中心。博尔德区有自己的邮政局、市政厅，区内也建有多家旅馆。该区主街为Burt街。
- 布罗德伍德（Broadwood） (又名 Hampton Heights)

布罗德伍德为邻近卡尔古利-博尔德机场的一个在逐渐扩大的新兴居住区份，也是卡尔古利最富有的区域。
- 费尔韦兹（Fairways）

费尔韦兹同样为卡尔古利的新兴居住性区份之一，尤其受到年经家庭的青睐。此地区以前曾是一个旧高尔夫球场。费尔韦兹区内有一所小学、一家教堂、一个旅行车停车场和一些小生意店铺。费尔韦兹与维克托里海茨为博尔德最富有的区域。
- 戈尔登格罗夫（Golden Grove）(原名 阿德林(Adeline))

阿德林最早是由州房屋委员会在1970年左右按照“拉德伯恩(Radburn)体系”建立，区内的房屋不面对街道，而且一条路径负责连至多座房屋。2003年区内开始了一项大规模的更新计划，区份被重命名为戈尔登格罗夫，区内房屋被重新排列。不过，区内仍然时有一些危害社区安宁的事件发生。
- 汉普顿海茨（Hampton Heights）

见布罗德伍德（Broadwood）。
- 汉南斯（Hannans）

汉南斯位于卡尔古利的北郊，曾是该市最富有的区域和第一个拥有独立购物中心（Hannans Boulevard，其中有一家Coles）的区份。汉南斯有一所小学和一个18洞高尔夫球场，不过该球场已被关闭，将被另一豪华的草地高尔夫球场和度假胜地所取代。汉南斯的西边也有Greenview房地产，这是一个对环境友好的发展计划，在完成以后将可以给这一地区提供超过2000座房屋、公寓和新设施如公园和学校。该区是卡尔古利发展最快的地区之一；曾有人提议，将汉南斯区的发展方向改为卡尔古利旁道方向，以避免给已经是十分繁忙的、与市中心直接相连的Graeme街再增加负担。此外汉南斯区的其他发展计划还包括 'Karkurla Rise' 和 'Karkurla View'，这两个工程将为这一区域再提供400座房屋。
- 卡尔古利中心（Central Kalgoorlie）

该区是卡尔古利的中心商业区，以帕迪·汉南命名的卡尔古利主街——汉南街以东西向从此区穿过。该区西部主要为居住性的和一些轻工业建筑，东部则为一些全国性的零售连锁超市、银行、执法机构、餐馆、旅馆、夜总会、旅游景点和学校（包括大学、TAFE）等。
- 拉明顿（Lamington）

拉明顿是卡尔古利最古老和面积最大的居住性区份之一，该区继承了早期辖区的规划风格，区内几乎所有的街道都与卡尔古利中心的汉南街相平行。区内有北卡尔古利小学、多所学前小学、多家小生意店铺、医疗机构、一家旅馆、一家酒馆和一个18洞高尔夫球场，不过这个球场将被新的草地球场所代替（见汉南斯(Hannans)）。
- 马林加（Mullingar）

马林加是拉明顿东郊的一个区份，位于北戈尔德菲尔兹铁路线与戈尔德菲尔兹高速公路之间。“超级坑矿井”的扩张使马林加区的面积减小了很多。
- 奥康纳（O'Connor）

奥康纳位于高阶层居住性区份萨默维尔的东南，发展良好，不断有新的私人房产进行建设。区内有区份自己的小学、天主教高中和购物设施，而且全市唯一的娱乐中心也在该区。
- 皮卡迪利（Piccadilly）

皮卡迪利为卡尔古利中心与拉明顿之间的一个狭长形状区份，皮卡迪利街从区中间穿过直至马林加区。该区有卡尔古利的区域性医院、一些小生意店铺、一家旅馆、一个运动场和两个澳式足球草场地。
- 萨默维尔（Somerville）

萨默维尔是卡尔古利最富有的辖区之一，位于卡尔古利西、卡尔古利中心与奥康纳区之间，发展良好，有数座私人房产正在建设中。
- 卡尔古利南（South Kalgoorlie）

卡尔古利南位于卡尔古利的邦德里街与戈尔登格罗夫的霍尔姆斯街之间，与卡尔古利中心、奥康纳和戈尔登格罗夫区相邻。区内多为居住用房屋，也有三所高中、一所小学、一些中型工业和小到中型生意店铺。卡尔古利南区曾在20世纪90年代中期得到扩张，赛马场剩余出的、位于麦克斯韦街上的一小块高阶层土地被纳入区份范围之内。
- ？（Sport of Kings）

这是卡尔古利南区西部的一个区份，位于麦克斯韦街与赛马场之间，20世纪90年代中期利用卡尔古利赛马场多余出的土地而建立。
- 维克托里海茨（Victory Heights）

维克托里海茨为费尔韦兹在Burt街对面的区份，与戈尔登格罗夫、奥康纳、费尔韦兹和博尔德相邻，区内基本上全部为房屋建筑。它与费尔韦兹是博尔德地区最富有的区域。
- 卡尔古利西（West Kalgoorlie）

卡尔古利西是卡尔古利工业的主要所在地，它也是从 Great Eastern 高速公路进入卡尔古利时所遇到的一个区份。该区为卡尔古利市机场所在地，目前正在向西扩张中（ANZAC Drive Industrial Estate）。
- 拉明顿西（West Lamington）

拉明顿西为拉明顿西端的一个区份，於20世纪80年代建立。区内有一家商铺、多种体育设施以及一个植物园自然保护区。
- 威廉斯敦（Williamstown）

威廉斯敦为原卡尔古利东区被“超级坑矿井”扩张吞并后遗留下的一小块区域，区内多为房屋建筑，有一所小学，而且夏洛特山矿井和 Nanny Goat 山也位于该区内。

## 交通
卡尔古利位于澳大利亚东西向铁道之上，以前曾是西澳政府铁路局的窄轨东戈尔德菲尔兹铁路与东向至澳洲东部各州的泛澳大利亚铁路之间的过轨站（break-of-gauge）。卡尔古利可以通过在珀斯、悉尼或任何中间站点乘坐印度洋-太平洋列车前往；而且，对于在珀斯乘坐印度洋-太平洋列车东行的火车乘客来说，卡尔古利将是列车穿越数百公里宽的纳拉伯平原之前最后一个停靠的站点。此外，Transwa 公司运营的 "Prospector" 列车也可提供每日至珀斯的火车服务。
卡尔古利市内的公共汽车服务由 TransGoldfields 提供，包括三条市内的公共汽车线路以及一些校车线路。
每日均有卡尔古利-博尔德机场与珀斯机场之间的航班服务；定期性航班服务由Qantas、QantasLink和Skywest公司提供。
卡尔古利与珀斯通过主东向高速公路（Great Eastern Highway）和戈尔德菲尔兹高速公路相连。

## 著名人物
| - 马特·伯尼（Matt Birney）：前西澳州反对党领袖 - 约翰·康奈尔（John Cornell）：演员、电影制作人 - 里卡·埃里克森（Rica Erickson）：历史学家、植物学家、作家 - 布赖恩·海斯（Brian Hayes）：英国电台主持人 - 迪恩·肯普（Dean Kemp）：前澳式足球运动员 - 沃尔特·林德勒姆（Walter Lindrum）：职业台球冠军 | - 巴里·马歇尔：诺贝尔生理学和医学奖获得者 - 鲍勃·马歇尔（Bob Marshall）：台球冠军 - 提姆·罗杰斯（Tim Rogers）：歌手、曲作家 - 特里·沃尔什：曲棍球击球队员、教练 - 凯文·布拉迪·威尔森（Kevin Bloody Wilson）：歌手、喜剧演员 - 史蒂夫·约翰斯顿（Steve Johnston）：沙地摩托车手 - 迈克尔·帕特里齐（Michael Patrizi）：V8supercar车手 - 迪恩·菲奥雷（Dean Fiore）：V8supercar车手 - 保罗·威廉斯（Paul Williams）：V8 ute车手 |

## 地理

### 气候
卡尔古利为半干旱气候，夏季炎热，冬季凉爽。年均降雨量为260毫米，年均降雨日为65天，一年中各月平均降雨量分布较为平均，不过年间差异较大。
一月是最炎热的月份，该月平均最高温度为33.6°C，但如有干热的北风和东北风到达，则几乎每周均会出现40°C以上的天气。这样的高温天气一般会伴随有风向凉爽南风的转变，有时也会伴有雷暴天气。
相比之下卡尔古利的冬季则较为凉爽。该市7月的平均最高和最低温度分别为16.5°C和4.8°C；最高温度低于12.0°C的阴冷潮湿天气约在每年冬季出现一次。历史上最低的最高温度是7.2°C，发生於1961年7月19日。每年冬季大约有4天夜间温度低于水的结冰温度，一般出现於白天有冷南风吹过之后的无云或少云夜晚。
| 卡尔古利            | 卡尔古利     | 卡尔古利     | 卡尔古利     | 卡尔古利     | 卡尔古利    | 卡尔古利    | 卡尔古利    | 卡尔古利    | 卡尔古利    | 卡尔古利     | 卡尔古利     | 卡尔古利     | 卡尔古利      |
| 月份                | 1月          | 2月          | 3月          | 4月          | 5月         | 6月         | 7月         | 8月         | 9月         | 10月         | 11月         | 12月         | 全年          |
| ------------------- | ------------ | ------------ | ------------ | ------------ | ----------- | ----------- | ----------- | ----------- | ----------- | ------------ | ------------ | ------------ | ------------- |
| 历史最高温 °C（°F） | 46.5 (115.7) | 44.9 (112.8) | 44.5 (112.1) | 38.9 (102.0) | 33.4 (92.1) | 27.6 (81.7) | 28.7 (83.7) | 32.0 (89.6) | 36.8 (98.2) | 40.9 (105.6) | 42.9 (109.2) | 45.0 (113.0) | 46.5 (115.7)  |
| 平均高温 °C（°F）   | 33.6 (92.5)  | 32.1 (89.8)  | 29.5 (85.1)  | 25.2 (77.4)  | 20.6 (69.1) | 17.5 (63.5) | 16.7 (62.1) | 18.6 (65.5) | 22.3 (72.1) | 25.8 (78.4)  | 28.9 (84.0)  | 31.9 (89.4)  | 25.2 (77.4)   |
| 平均低温 °C（°F）   | 18.2 (64.8)  | 17.8 (64.0)  | 16.0 (60.8)  | 12.6 (54.7)  | 8.7 (47.7)  | 6.2 (43.2)  | 5.0 (41.0)  | 5.5 (41.9)  | 8.0 (46.4)  | 11.0 (51.8)  | 14.0 (57.2)  | 16.5 (61.7)  | 11.6 (52.9)   |
| 历史最低温 °C（°F） | 8.8 (47.8)   | 8.5 (47.3)   | 5.7 (42.3)   | 1.7 (35.1)   | −1.8 (28.8) | −3.0 (26.6) | −3.4 (25.9) | −2.4 (27.7) | −0.6 (30.9) | −1.0 (30.2)  | 3.1 (37.6)   | 5.5 (41.9)   | −3.4 (25.9)   |
| 平均降水量 mm（）   | 23.6 (0.93)  | 31.2 (1.23)  | 24.0 (0.94)  | 21.3 (0.84)  | 26.5 (1.04) | 28.9 (1.14) | 24.9 (0.98) | 21.4 (0.84) | 14.0 (0.55) | 14.8 (0.58)  | 17.8 (0.70)  | 16.4 (0.65)  | 264.8 (10.43) |
| 来源：              |              |              |              |              |             |             |             |             |             |              |              |              |               |

## 学校
卡尔古利-博尔德区域目前有10所小学、4所高中和1所大学。

### 小学
- Boulder Primary School
- East Kalgoorlie Primary School
- Goldfields Baptist College (私校)
- Hannans Primary School
- Kalgoorlie Primary School
- North Kalgoorlie Primary School
- O'Connor Primary School
- Saint Joseph's Primary School (私校)
- Saint Mary's Primary School (Kalgoorlie Catholic Primary School) (私校)
- South Kalgoorlie Primary School

### 高中
- Eastern Goldfields College （页面存档备份，存于） (原名 the Eastern Goldfields Senior High School Senior Campus)
- Goldfields Baptist College (私校)
- John Paul College (原名 Prendiville College & Christian Bros. College (被合并)) (私校)
- Kalgoorlie-Boulder Community High School (原名 the Eastern Goldfields Senior High School Middle School Campus)

### 大学
- 科廷技术大学 卡尔古利校区（包含 Western Australian School of Mines 和 Curtin VTEC；原名 Kalgoorlie College）
- 西澳大学和澳大利亚圣母大学 - Rural Clinical School of Western Australia  （页面存档备份，存于）

## 体育
澳式足球、篮网球、篮球、联盟式橄榄球、足球、曲棍球、板球和赛马等均是深受卡尔古利居民喜爱的体育活动。卡尔古利有自己的一支半职业的戈尔德菲尔兹巨人篮球队参加州级的篮球联盟比赛，这一支队伍曾在2007和2008年夺得州冠军；此外也有一支戈尔德菲尔兹泰坦联盟式橄榄球队，参与西澳的联盟式橄榄球比赛。

## 图景

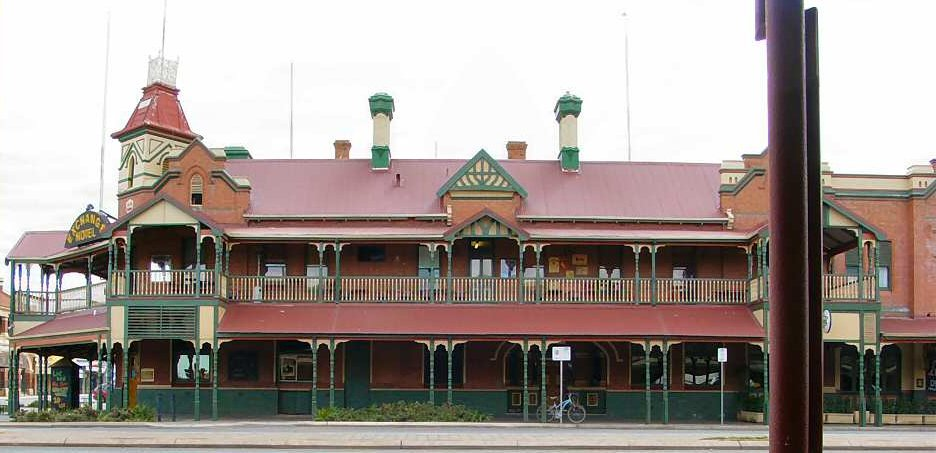
Exchange旅馆
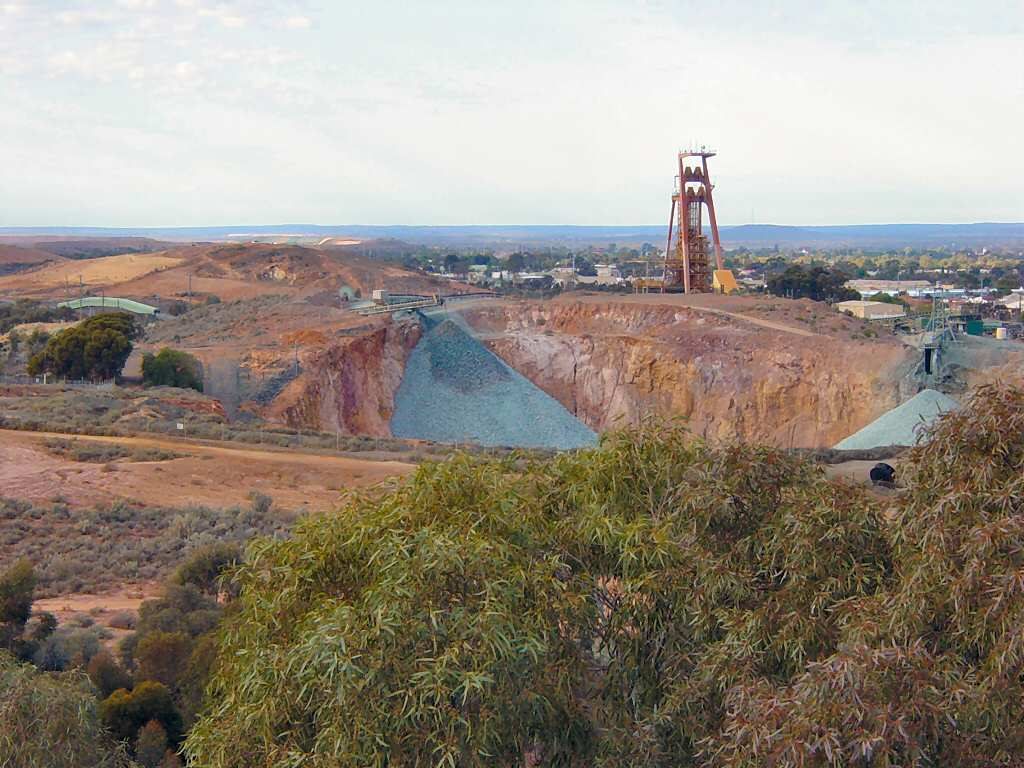
金矿
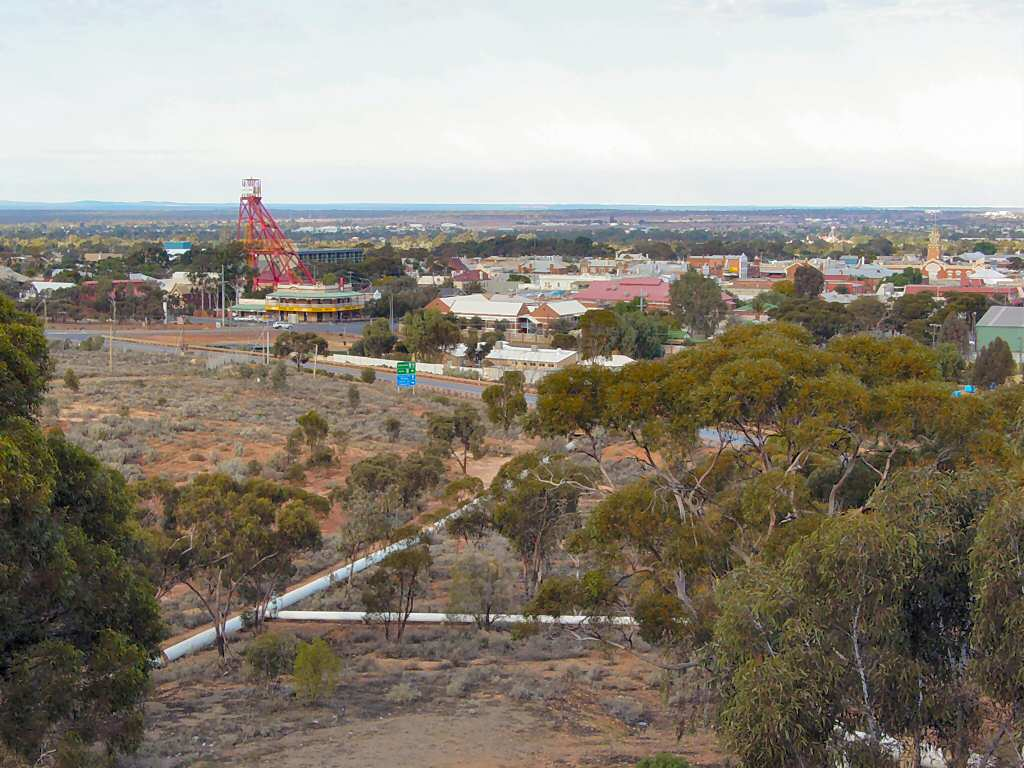
从观景台俯视卡尔古利
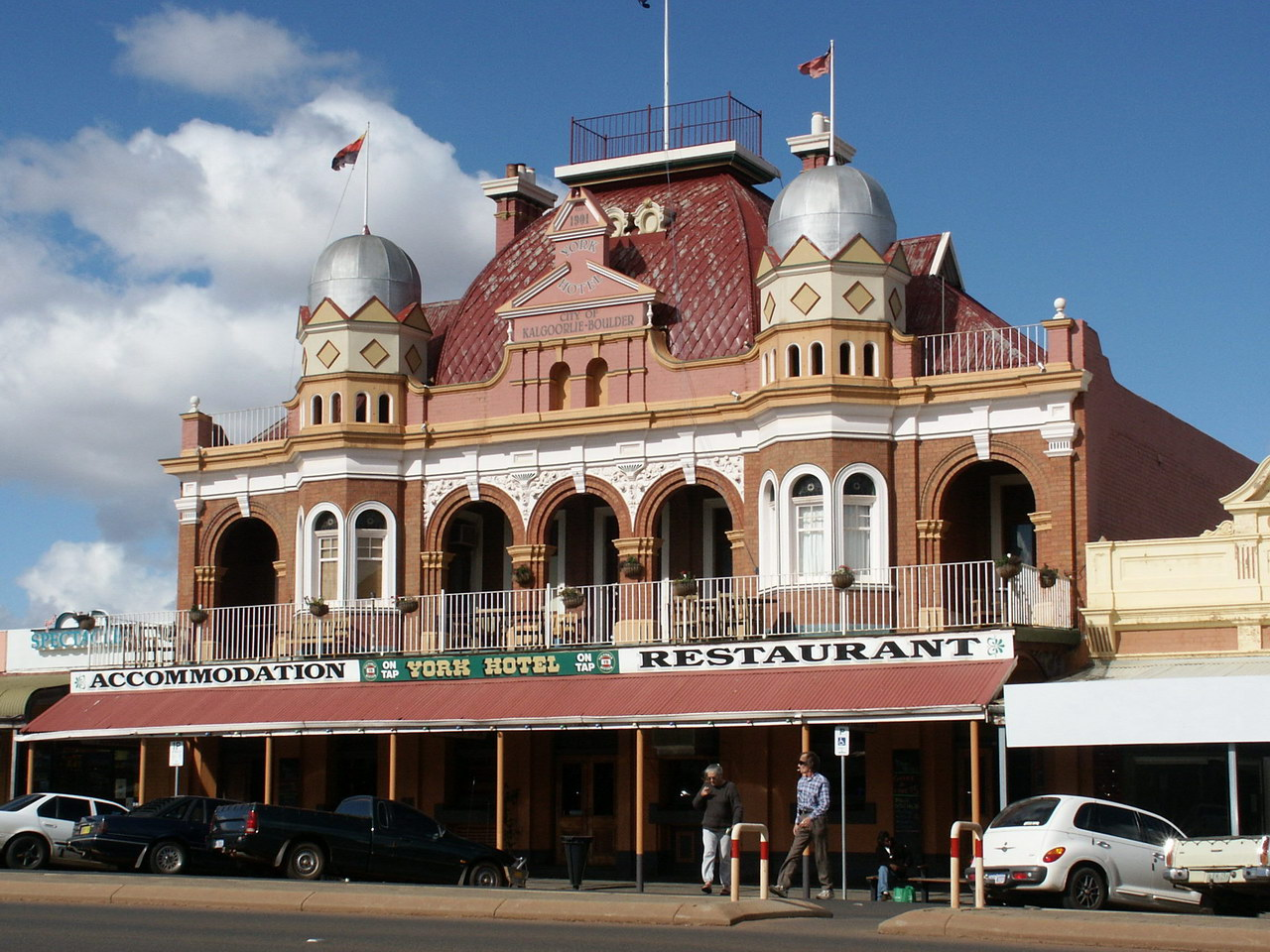
York旅馆
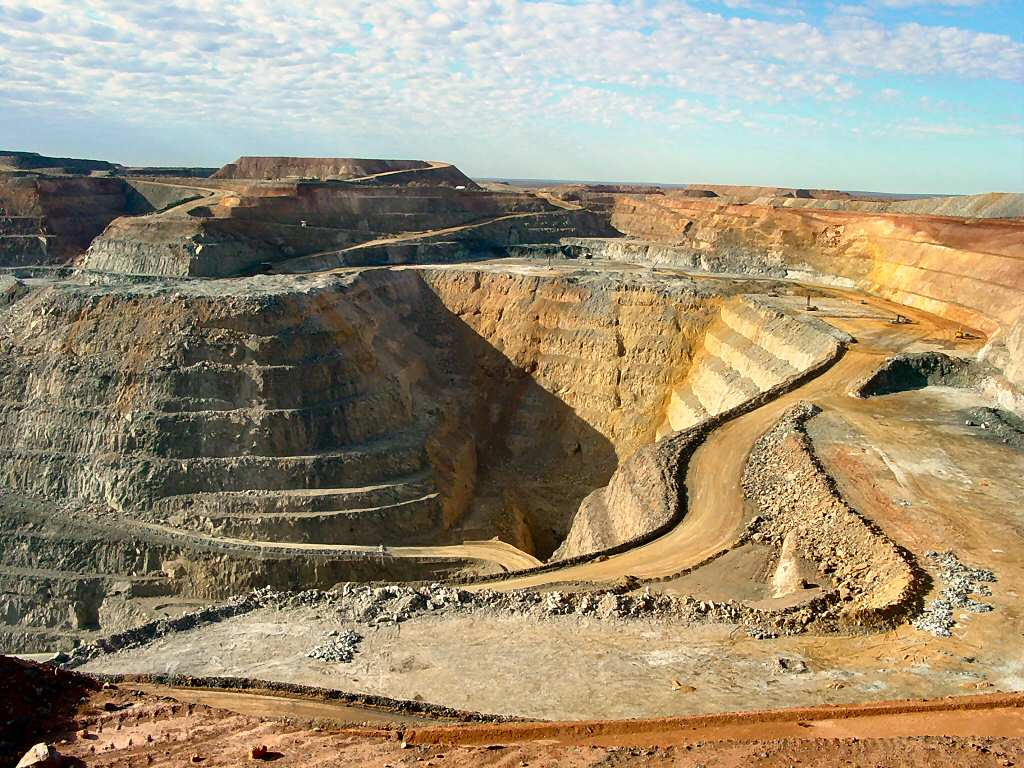
"Super Pit"
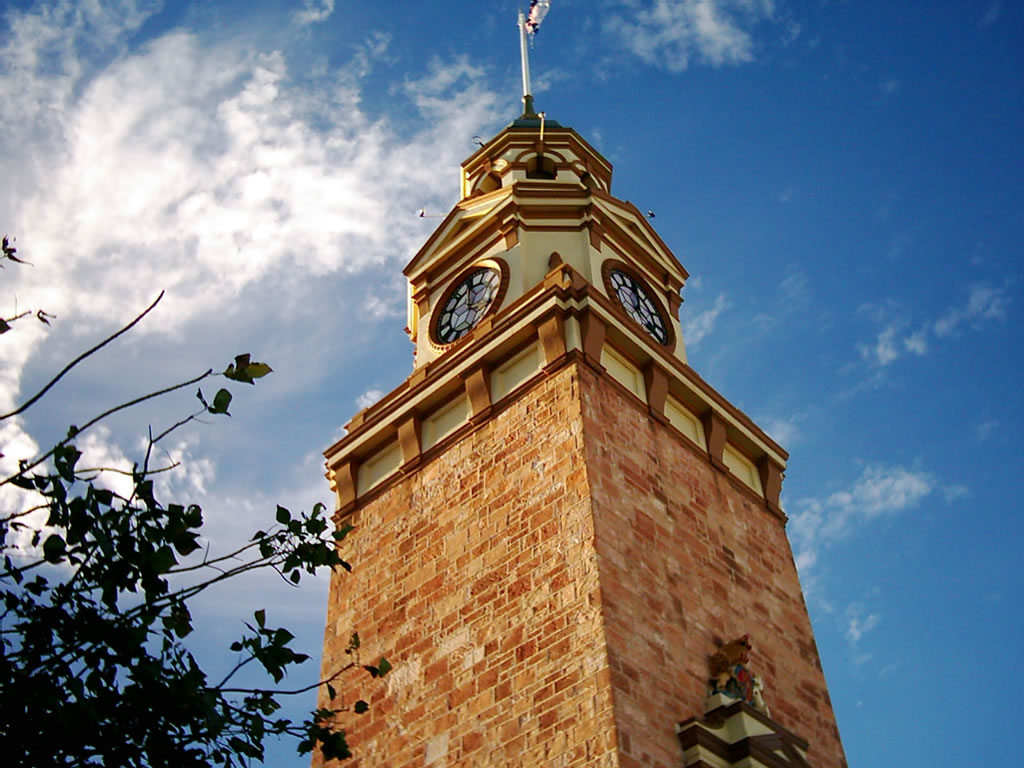
历史上的卡尔古利邮政局
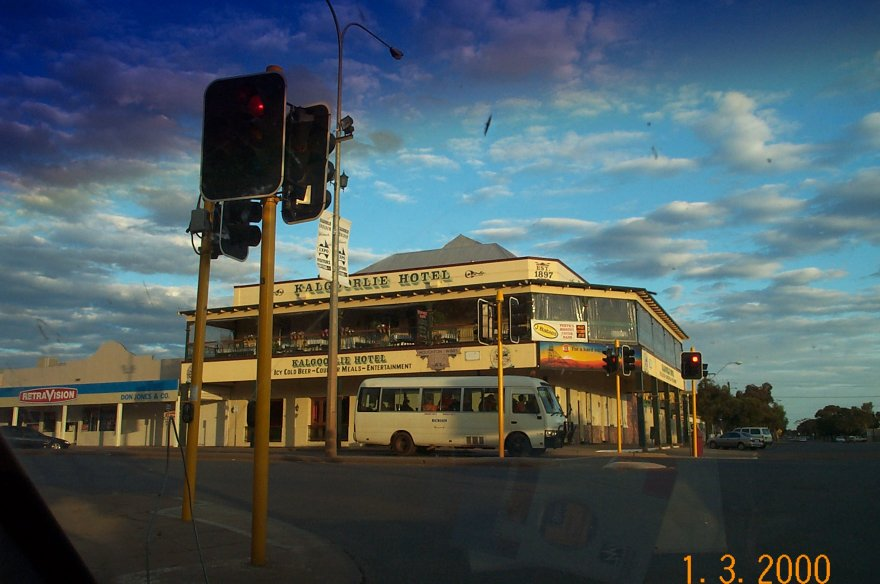
卡尔古利旅馆／Judds酒吧

## 延伸阅读
- 100th anniversary of rail link (History of the Eastern Goldfields railway, officially completed on 1 January 1897, to the present, including introduction of the Prospector train on 29 November 1971) Kalgoorlie Miner 1 Jan. 1997, p. 2
- Early Railways in the Kalgoorlie Area Shepley, W.H. Australian Railway Historical Society Bulletin, November, 1965